# Salomon Bennett

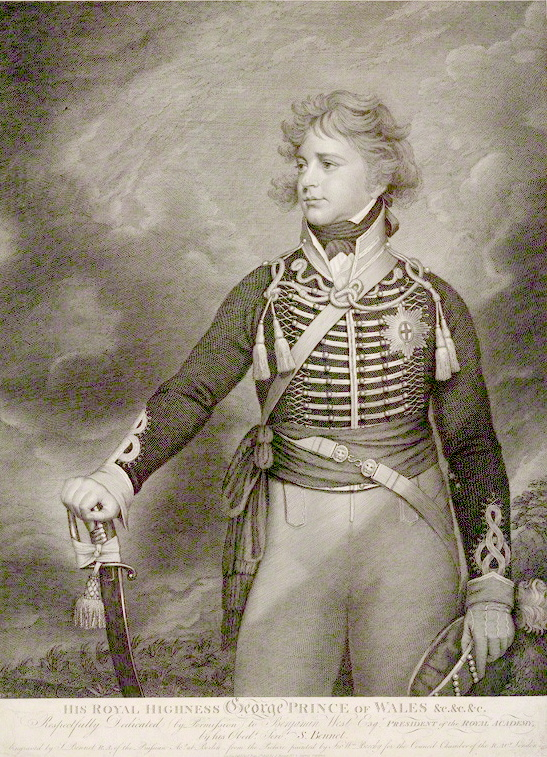
Kupferstich des späteren Königs George IV (1798), von Bennett anhand eines Porträts des Porträtmalers William Beechey angefertigt.

Salomon Jomtob Bennett (auch: Salomo Bennett, Solomon (Yomtob) Bennett, Salomon Bennet oder Yomtof Baneth; geboren um 1761 oder 1767 in Połock, Polen-Litauen (heute Polazk, Belarus); gestorben um 1838 oder 1841 in Bristol) war ein Kupferstecher und Porträtist.

## Leben
Bennetts Heimatstadt Połock/Polazk im heutigen Belarus gehörte bis zur ersten polnischen Teilung 1772 zu Polen-Litauen, anschließend zum Russischen Reich. Er selbst bezeichnete „Weiß-Rußland“ als sein Vaterland. Bennett verließ 1792 seine Frau und Kinder, um in Kopenhagen zu studieren und ging 1795 nach Berlin. Ab 1796 war er Mitglied der Berliner Akademie. In Berlin machte er sich einen Namen durch seine Kupferstichporträts der Königin Luise, Friedrichs des Großen und Daniel Chodowieckis. Für sein Bildnis Friedrichs Wilhelms II. erhielt er den damaligen Staatspreis. Ab 1800 war er in London tätig und ließ seine Familie nach England nachziehen. Möglicherweise wirkte er auch in St. Petersburg.